# Seconda Divisione 1933-1934 (rugby a 15)
La Seconda Divisione 1933-1934 fu il 1º campionato nazionale italiano di rugby a 15 di secondo livello.
Si tenne dal 14 gennaio 1935 al 20 maggio 1935 tra 20 squadre partecipanti ripartite, durante la prima fase del torneo, in sette gironi, uno dei quali a 4 squadre, tre a 3 squadre e i restanti tre a 2.
Tra le squadre partecipanti sono presenti le squadre riserve di alcune compagini disputanti il campionato di Divisione Nazionale 1934-1935: queste squadre riserve sono escluse dalla partecipazione alle fasi semifinali e finali del torneo.
La formula fu ritoccata più volte a torneo in corso a causa dell'ingresso e spostamento di squadre tra i vari gironi: nel suo standard definitivo, ciascuna squadra vincitrice del proprio girone accedeva ai gironi semifinali, ad eccezione dei due gironi romani che avrebbero qualificato una sola squadra dopo spareggio tra le vincenti.
Le sei squadre vennero quindi ripartite in due gironi da 3 dove furono disputati incontri di sola andata; le prime classificate si qualificavano così per le finali per il titolo disputate nella formula andata/ritorno.
In caso di ulteriore parità era previsto uno spareggio in campo neutro.
Nella fattispecie accadde proprio che sia l'incontro di andata, sia l'incontro di ritorno, sia l'incontro di spareggio (quest'ultimo condotto fino ai supplementari) terminassero sul punteggio di 0-0 tra le due contendenti, ovvero il FGC Salario e il FGC Edoardo Crespi. 
Da ultimo la federazione decise di concedere il titolo ex aequo alle due squadre, concedendo ad entrambe la possibilità di partecipare al campionato di Divisione Nazionale 1934-1935.

## Squadre partecipanti

### Girone A
- Amatori Milano II
- Bersaglieri MI II
- FGC Edoardo Crespi
- FGC Fabio Filzi

### Girone B
- Bologna II
- GUF Bologna
- GUF Treviso

### Girone C
- GUF Livorno
- GUF Pisa

### Girone D
- FGC Prati A
- Rugby Roma II
- FG Testaccio

### Girone E
- FGC Prati B
- FGC Salario
- FGC Trevi-Colonna

### Girone F
- FGC Napoli
- GUF Napoli II

### Girone G
- FGC Bazzani Torino
- GUF Torino II

## Prima fase

### Girone A

#### Classifica
| Pos | Squadra            | G | V | N | P | PF | PS | DP | Pt |
| --- | ------------------ | - | - | - | - | -- | -- | -- | -- |
| 1   | Amatori Milano II  | 6 | 2 | 2 | 2 | .  | .  | —  | 6  |
| 2   | Bersaglieri MI II  | 6 | 3 | 0 | 3 | .  | .  | —  | 6  |
| 3   | FGC Edoardo Crespi | 6 | 2 | 1 | 3 | .  | .  | —  | 5  |
| 4   | FGC Fabio Filzi    | 6 | 2 | 1 | 3 | .  | .  | —  | 5  |

N.B.: L'incontro Amatori-Bersaglieri è stato dato perso ad entrambe le squadre per mancata presentazione.
N.B.: FGC Edoardo Crespi qualificato ai gironi semifinali dopo spareggio vinto contro FGC Fabio Filzi

### Girone B

#### Classifica
| Pos | Squadra     | G | V | N | P | PF | PS | DP | Pt |
| --- | ----------- | - | - | - | - | -- | -- | -- | -- |
| 1   | Bologna II  | 2 | 1 | 1 | 0 | .  | .  | —  | 3  |
| 2   | GUF Treviso | 2 | 0 | 1 | 1 | .  | .  | —  | 1  |
| 3   | GUF Bologna | 0 | . | . | . | .  | .  | —  | 0  |

N.B.: La formula prevedeva uno scontro tra le compagini bolognesi per sfidare quella veneta. Il GUF Bologna è stato poi estromesso, qualificando di diritto il Bologna II alla finale con il Treviso.

### Girone C

#### Classifica
| Pos | Squadra     | G | V | N | P | PF | PS | DP | Pt |
| --- | ----------- | - | - | - | - | -- | -- | -- | -- |
| 1   | GUF Livorno | 2 | 2 | 0 | 0 | .  | .  | —  | 4  |
| 2   | GUF Pisa    | 2 | 0 | 0 | 2 | .  | .  | —  | 0  |
| 3   | FGC Torino  | 0 | . | . | . | .  | .  | —  | 0  |

N.B.: Il girone inizialmente prevedeva la presenza del FGC Bazzani di Torino. L'iscrizione di un'altra compagine torinese spinse la federazione alla creazione di un nuovo girone con la presenza di queste due squadre. 

### Girone D

#### Classifica
| Pos | Squadra       | G | V | N | P | PF | PS | DP  | Pt |
| --- | ------------- | - | - | - | - | -- | -- | --- | -- |
| 1   | FGC Prati A   | 2 | 2 | 0 | 0 | 20 | 2  | +18 | 4  |
| 2   | Rugby Roma II | 2 | 0 | 0 | 2 | 2  | 20 | −18 | 0  |
| 3   | FG Testaccio  | 0 | . | . | . | .  | .  | —   | 0  |

N.B.: Inizialmente il girone era composta esclusivamente da FGC Prati A e Roma II; successivamente fu inserito anche il Testaccio il quale però venne escluso a seguito della condotta tenuta nell'incontro con il Roma II. 

### Girone E

#### Classifica
| Pos | Squadra           | G | V | N | P | PF | PS | DP | Pt |
| --- | ----------------- | - | - | - | - | -- | -- | -- | -- |
| 1   | FGC Salario       | 4 | 4 | 0 | 0 | .  | .  | —  | 8  |
| 2   | FGC Prati B       | 4 | 2 | 0 | 2 | .  | .  | —  | 4  |
| 3   | FGC Trevi-Colonna | 4 | 0 | 0 | 4 | .  | .  | —  | 0  |

N.B.: Il FGC Salario vince lo spareggio intergirone con l'FGC Prati A per il passaggio ai gironi semifinali.

### Girone F

#### Classifica
Il doppio confronto tra FGC Napoli e GUF Napoli II si è risolta con la doppia vittoria di questi ultimi. Essendo una squadra riserve, il passaggio del turno è stato appannaggio del FGC Napoli

### Girone G

#### Classifica
Il doppio confronto tra FGC Bazzani Torino e GUF Torino II ha visto la vittoria di quest'ultima nel suo incontro casalingo ed un pareggio al ritorno. Essendo una squadra riserve, il passaggio del turno è stato appannaggio del FGC Bazzani Torino

## Gironi semifinali

### Girone 1

#### Risultati
|      | Risultati                        |     |
| ---- | -------------------------------- | --- |
| 19/3 | GUF Treviso — FGC Crespi         | 0-3 |
| 25/3 | FGC Bazzani Torino — GUF Treviso | 6-0 |
| 2/4  | FGC Crespi — FGC Bazzani Torino  | 8-0 |

#### Classifica
| Pos | Squadra            | G | V | N | P | PF | PS | DP  | Pt |
| --- | ------------------ | - | - | - | - | -- | -- | --- | -- |
| 1   | FGC Edoardo Crespi | 2 | 2 | 0 | 0 | 11 | 0  | +11 | 4  |
| 2   | FGC Bazzani Torino | 2 | 1 | 0 | 1 | 6  | 8  | −2  | 2  |
| 3   | GUF Treviso        | 2 | 0 | 0 | 2 | 0  | 9  | −9  | 0  |

### Girone 2

#### Risultati
|      | Risultati                 |      |
| ---- | ------------------------- | ---- |
| 19/3 | GUF Livorno — FGC Napoli  | 15-0 |
| 25/3 | FGC Napoli — FGC Salario  | 0-6  |
| 15/4 | FGC Salario — GUF Livorno | 39-0 |

#### Classifica
| Pos | Squadra     | G | V | N | P | PF | PS | DP  | Pt |
| --- | ----------- | - | - | - | - | -- | -- | --- | -- |
| 1   | FGC Salario | 2 | 2 | 0 | 0 | 45 | 0  | +45 | 4  |
| 2   | GUF Livorno | 2 | 1 | 0 | 1 | 15 | 39 | −24 | 2  |
| 3   | FGC Napoli  | 2 | 0 | 0 | 2 | 0  | 21 | −21 | 0  |

## Finali
| Milano 21 aprile 1934 Andata | FGC Edoardo Crespi | 0 – 0 | FGC Salario |  |

| Roma 29 aprile 1934 Ritorno | FGC Salario | 0 – 0 referto | FGC Edoardo Crespi |  |

| Lucca 20 maggio 1934 Spareggio | FGC Edoardo Crespi | 0 – 0 referto | FGC Salario |  |

## Verdetti
- FGC Edoardo Crespi e FGC Salario: campioni di Seconda Divisione 1933-1934 e promosse in Divisione Nazionale 1934-1935[5].